# 伊德里斯·阿劳马
伊德里斯·阿劳马（約1570–1602/03或1580–1617）是加奈姆-博尔努帝国極盛時期的一位國王。 
伊德里斯·阿劳马在位期間修建清真寺；推行伊斯蘭教法；鼓勵人們前往麦加朝圣；並且不再讓王室成员统治各省，改由自己的親信擔任各省一把手；從奧斯曼帝國手中購買火药武器，成立火枪队。伊德里斯·阿劳马一生一共參與過330场战争。